# 無人島
無人島（むじんとう）とは、人間のいない島。有人・無人の区別は島の分類学（taxonomy）でも用いられる区分の一つである。

## 概説
島の分類学（taxonomy）では、島の大きさ、地形、海洋上での位置、本土との距離、生態系、統治形態、経済的自立度などによって分類が行われ、有人島と無人島の分類もその一つである。国連海洋法条約第121条第1項では「島とは自然に形成された陸地であって、水に囲まれ、高潮時においても水面上にあるもの」とされ、一方で同条第3項では「人間の居住又は、独自の経済的生活を維持できない岩は、排他的経済水域を有しない」とされている。小陸地があっても人間の居住又は経済活動が行われていない場合には、領土として周囲に領海は認められても排他的経済水域は認められないことになる。
無人化する要因には次のようなものがある。
1. 火山島の噴火など天変地異[3]（硫黄鳥島や伊豆鳥島など）
2. 移民や出稼ぎ[3]
3. 石炭など地下資源の枯渇または不採算による採掘停止[3]（端島（軍艦島）など）
4. 石油備蓄基地など巨大プロジェクトを行うための用地確保[3]
5. 行政による働きかけ（集落再編事業など）[3]
6. 用水の不足[3]
7. 港湾の不備[3]
8. 艀荷役作業の困難化[3]

## 世界の無人島
世界最大の無人島はカナダのデヴォン島である。面積は約55,000km2で、カナダの島の中で第6位、世界の島の中で第27位で、本州の24%、北海道の66%、九州の1.49倍、四国の3.01倍である。

### 日本
国土地理院は、電子国土基本図に描画された全ての陸地のうち、周囲長0.1km以上の海岸線で囲われた自然に形成されたと判断できる陸地を島と定義し、その数を14,125島としている。
本土（本州、北海道、九州、四国、沖縄本島）の5島および令和2年国勢調査結果に基づいて定義された有人離島416島を除くと、令和7年4月1日現在の無人島の総数は13,704となる。日本の施政下で最も大きな無人島は渡島大島で、面積は9.73km2。
かつて人が住んでいたり、農地として使用されていた島が過疎化の進行に伴って無人島となってしまった島も多い。近年では無人島をキャンプ場として利活用する動きが増えてきている。
- 地ノ島（和歌山県）
- 瀬戸内 貸切 無人島 KUJIRA-JIMA（岡山県）
- 妻ヶ島（長崎県）
- 田島（長崎県）
- ナガンヌ島（沖縄県）　など

### 中華人民共和国
中華人民共和国では2003年に無人海洋島保護及び利用管理規定、2010年に海島保護法が制定され、無人島での採石等の採取、建設、観光などが原則禁止されている。

### 韓国
韓国では2010年に無人島嶼管理法と無人島嶼総合管理計画が制定され、絶対保全無人島嶼、準保全無人島嶼、利用可能無人島嶼、開発可能無人島嶼の4つに分類し、類型別に規制を制定している。

### パラオ
パラオには200以上の島が点在しているが、人々が生活しているのは10ほどの島々であり、残りの島々はジャングルに覆われている。

## 名称
古来の日本語では、「ぶにん」と読む場合の「無人」の意味するところは、「誰もいなくて寂しい」もしくは「人手が足りない」ことである。一方、「むにんじま」「むにんしま」「むにんとう」と読む場合、「誰もいない」ことを意味した。このことを考えれば、「誰もいない島」という意味での「無人島」は、「むにんじま」「むにんしま」「むにんとう」と読んでいたはずであり、「ぶにんじま」と読むのはおかしいということになる。

## 無人島を舞台とした作品

### 文学作品内の『無人島』
無人島は、しばしば都市や文明の対極にあるものとして描かれる。デフォーの『ロビンソン・クルーソー』をはじめ、しばしば文学作品などのテーマとして取り上げられる。多くの場合、その意図は、文明社会から隔絶された人間を描くことで、人間や人間社会の本質を浮き彫りにしたり、通常は所与のものと考えられている科学、宗教、教養、人との関わりなどが人間にとって本当に必要か否かといったことを考えさせる点にあるといえる。
- ロビンソン・クルーソー
- 十五少年漂流記
- 蝿の王
- 漂流（吉村昭作、伊豆諸島の鳥島がモデル）
- 夏の朝の成層圏（池澤夏樹）
- 東京島

### 漫画における無人島
文学に見られる無人島の扱いがそのままに漫画でも見られるが、漫画において独特なのは一コマ漫画の場合である。アメリカでは1コマ漫画が大きなジャンルとして成立しており、そこでは無人島が非常に大きなテーマとして扱われる。その典型はヤシの木が1本だけある小島に流れ着いた一人の男、というものである。星新一はこのタイプの漫画をきっかけにアメリカの一コマ漫画のコレクションを趣味にし、それに基づく本も出版している。それによると、アメリカの一コマ漫画における最大のジャンルであり、専門のアンソロジーも多数出版されている。おそらくその起源はロビンソン・クルーソーのパロディであろうと推察している。また、星は「そこに人がいる以上は無人ではない」として、このジャンルを「孤島漫画」と呼んでいる。
手塚治虫は、狭い舞台（孤島）、登場人物はせいぜい2人か3人という限られた設定であるにもかかわらず、どんなアイデアの広げ方もでき、更には1コマ漫画でも長い話でも作れることから、「無人島マンガはナンセンスマンガの基本」と述べている。
日本では秋竜山が孤島1コマ漫画を得意としており、1000点を越して作品集『秋竜山のロビンソンクルーソー―秋竜山孤島漫画1000点より』 (1978年)などが刊行されている。
- エデンの檻
- レッツ☆ラグーン

### 無人島を舞台とした映画
- キャスト・アウェイ
- 6デイズ/7ナイツ
- バトル・ロワイヤル

### 無人島を舞台としたゲーム
- 無人島物語シリーズ
- とったど〜 よゐこの無人島生活。
- サバイバルキッズ
- 南国ドミニオン

### 無人島を取り上げた書籍
- 無人島冒険図鑑